# Pasquale Aleardi
 (juin 2022).
Si vous disposez d'ouvrages ou d'articles de référence ou si vous connaissez des sites web de qualité traitant du thème abordé ici, merci de compléter l'article en donnant les références utiles à sa vérifiabilité et en les liant à la section « Notes et références ».
Pasquale Aleardi, né le 1er juin 1971 à Zurich, est un acteur et musicien suisse.

## Biographie
Pasquale Aleardi, fils d’émigrés greco-italiens, a grandi en trois langues (allemand, italien et grec). Il décrit sa jeunesse comme « très bruyante » : dans presque chaque chambre de son domicile familial un poste de télévision était allumé en continu. Fasciné par ses héros qui brillaient 24 heures sur 24 sur le petit écran, il décida de ne pas devenir avocat, comme prévu par ses parents, mais de s’inscrire à la Haute École d'art de Zurich après son baccalauréat de 1992.
Déjà pendant sa formation, Aleardi fut engagé pour son premier rôle principal suisse dans le film Tschäss. Malgré ce soudain succès, il termina sa formation à la Haute École d'art de Zurich jusqu’en 1995, puis se rendit en Allemagne, où il fut engagé par des théâtres à Bonn, Düsseldorf et Cologne.
Après quelques succès théâtraux sur les scènes allemandes, avec des pièces comme L’Horloge Américaine d’Arthur Miller, il orienta son intérêt vers le cinéma. C’est ainsi qu’il joua entre autres, aux côtés de Veronica Ferres dans le téléfilm Perdu pour toujours, et pour ses débuts dans le cinéma allemand, il fut retenu pour De nuit dans le Parc (Nachts im Park) aux côtés de Heike Makatsch et Heino Ferch, dans le rôle principal. Dans le téléfilm Baal (de) transcription de la pièce du même nom de Bertolt Brecht il tient le rôle de Ekart aux côtés de Matthias Schweighöfer, et sa prestation en tant que J.D. Salinas dans le film d’horreur de Science-Fiction Resident Evil lui apporte la première reconnaissance internationale.
Pasquale Aleardi a remporté un succès dans son ancienne patrie : en tant que copilote Peter Landolt, Pasquale Aleardi a célébré en janvier 2006 un succès cinématographique dans la production cinématographique suisse Grounding – Les derniers jours de Swissair (Die letzten Tage der Swissair).
En Allemagne, Aleardi a joué au printemps 2006 à la Berlinale dans le film Belle Vie (Schöner Leben) et dans le film théâtral de Frank Wedekinds Lulu. Dans la série Histoire de femmes (Frauengeschichten) de Anke-Engelke, il a prouvé son talent de comédien. À l’automne 2006 est diffusée la ciné-comédie allemande Où est Fred ? (Wo ist Fred?) dans laquelle Aleardi, en tant que responsable marketing égocentrique, rend la vie pénible à Alexandra Maria Lara, Jürgen Vogel et Til Schweiger. Dans la même période, a commencé en Suisse  la production télévisée Les Chocolats de l'amour (Süssigkeiten), où, en tant que charmant imposteur, il tente de sauver sa société de la ruine par toutes sortes d’astuces. En 2015, Aleardi joue le rôle principal de l’avocat Billy Flynn dans la comédie musicale Chicago à Stuttgart.
En 2020, Aleardi s’est vu attribuer pour son second rôle de magicien de bord Costa dans le film musical de Philipp Stölzl, Je ne suis encore jamais allé à New-York (Ich war noch niemals in New York) en 2019, une nomination au Prix du cinéma allemand.
Pasquale Aleardi vit à Berlin, parle cinq langues, et la musique est, après le théâtre, sa deuxième passion. Il se produit comme chanteur, joue du piano et est membre du projet musical de Cologne Big Gee depuis 2004.

## Filmographie
- 1994 : Tschäss
- 1995 : Das sprechende Grab
- 2001 : Mein Vater die Tunte
- 2001 : Die Salsaprinzessin
- 2002 : Nachts im Park
- 2002 : Vingt-quatre heures de la vie d'une femme
- 2002 : Resident Evil
- 2003 : Für immer verloren (Perdu pour toujours)
- 2003 : Jagd auf den Flammenmann
- 2004 : Baal (de)
- 2004 : Schöne Männer hat man nie für sich alleine
- 2005 : Die Bullenbraut – Ihr erster Fall
- 2006 : Grounding – Die letzten Tage der Swissair
- 2006 : Schöner leben
- 2006 : Die Sturmflut
- 2006 : Les Chocolats de l'amour (Süssigkeiten) (TV)
- 2006 : Wo ist Fred?
- 2007 : Le Dernier Témoin – Totgeschwiegen
- 2007 : Sperlingg und die kalte Angst
- 2007 : Manatu : Le Jeu des trois vérités (Manatu – Nur die Wahrheit rettet Dich) (TV)
- 2007 : Verrückt nach Clara
- 2007 : Chasse à l'amour (Erdbeereis mit Liebe) (TV)
- 2007 : Une promesse brisée (Vermisst – Liebe kann tödlich sein)
- 2007 : Polizeiruf 110 – Tod eines Fahnders
- 2007 : Keinohrhasen
- 2008 : Fast Track : Sans Limites (en) de Axel Sand (de)
- 2008 : Willkommen im Westerwald
- 2009 : Dutschke
- 2008 : Der Tag, an dem ich meinen toten Mann traf
- 2009 : La Colère du volcan (Vulkann) (TV)
- 2009 : Taxiphone
- 2010 : L'Auberge hantée (Im Spessart sind die Geister los) (TV)
- 2010 : Masserberg (de)
- 2011 : Schicksalsjahre
- 2011 : Romance à Paris (Ein Sommer in Paris) de Jorgo Papavassiliou (téléfilm)
- 2011 : What a Man
- 2011 : Männerherzen … und die ganz ganz große Liebe
- 2012 : Une robe de mariée pour deux (Im Brautkleid meiner Schwester) (TV)
- 2012 : Munich 72 : L'Attentat (München 72 – Das Attentat) (TV)
- 2012 : Schleuderprogramm
- 2012 : Journal intime d'un prince charmant (Herztöne) (TV)
- 2012 : Nur eine Nacht
- 2013 : Wer liebt, lässt los!
- 2013 : Tatort – Die Wahrheit stirbt zuerst (TV)
- 2013 : Robin des Bois et moi (Robin Hood & Ich) (TV)
- 2013 : Papa à l'essai (Papa auf Probe) (TV)
- depuis 2014 : Commissaire Dupin